# 罗春梅
罗春梅（1972年—），四川攀枝花人，彝族，中华人民共和国政治人物、第十二届全国人民代表大会四川地区代表。
毕业于西南民族学院法律专业。任四川省攀枝花市人民检察院副检察长。2008年起担任全国人大代表。2013年，担任全国人大代表。2018年1月，当选第十三届全国政协委员。